# Incapacidad física
Se entiende por incapacidad física la pérdida parcial o total de la capacidad innata de un individuo, ya sea por causas relacionadas con enfermedades congénitas o adquiridas, o por lesiones que determinan una merma en las capacidades de la persona, especialmente en lo referente a la anatomía y la función de un órgano, miembro o sentido.
Es una compleja red de efectos de las anteriores causas, que tiene consecuencias médicas, jurídicas, sociales y económicas de diversa índole.
Muchas incapacidades están asociadas a accidentes ocurridos en oportunidad o circunstancia del trabajo (incapacidad permanente); en tanto que otras incapacidades físicas provienen de accidentes viales, tanto automovilísticos como ferroviarios, también se desencadenan por secuelas de lesiones deportivas, estas últimas tanto de los denominados deportes de contacto, como de los llamados deportes extremos.
A pesar de las graves consecuencias mencionadas, no existe un criterio uniforme para su correcta valoración, lo que ha llevado a la proliferación arbitraria e indiscriminada de tablas para estimar el grado de incapacidad física en relación con la capacidad total de una persona, entendida como el 100% de sus posibilidades de acción corporal sobre el medio ambiente; tablas que en homenaje a su creador, el francés fundador de la Contabilidad, el matemático François Barrême, han recibido el nombre de baremos en español. Estos baremos, que nacieron en el siglo XVII, han proliferado de tal manera, que hoy en día hay en promedio más de uno por cada nación y ello lleva a una verdadera Babel jurídica.

## Historia
Desde los tiempos más remotos se ha intentado cualificar y cuantificar las incapacidades, así, en la antigüedad clásica, pueblos como Troya, efectuaban una brutal selección arrojando a aquellos bebés que tuvieran algún tipo de incapacidad física evidente, desde lo alto del monte Taigeto; otros pueblos como la China antigua, consideraron diversamente a los incapacitados físicos.
En países de la OCDE, la proporción de la población en edad de trabajar que depende de beneficios por discapacidades y enfermedades ha tendido a aumentar, lo que ha repercutido negativamente en las personas afectadas, sus familias, sus empleadores y la sociedad en general. La gestión laboral de discapacidades (WPDM, por sus siglas en inglés) es un enfoque integral y cohesivo, que ofrece una amplia variedad de prácticas para los empleados que se lesionan o enferman. Estos programas típicamente comprenden múltiples componentes, tales como el contacto temprano, educación del personal y actividades de rehabilitación laboral.
Una revisión sistemática de 13 estudios, ocho realizados en Estados Unidos y cinco en Canadá, evaluó la efectividad de los programas laborales de gestión de discapacidades para fomentar el regreso al trabajo, sin embargo, no encontró evidencia adecuada para realizar una síntesis cuantitativa de los resultados, por lo que no fue posible llegar a una conclusión general acerca de la efectividad de estos programas. Tampoco se pudo determinar si son algunos componentes específicos de un programa o si es el conjunto de estos componentes los que están impulsando la efectividad. Se requieren investigaciones rigurosas adicionales, que garanticen un enfoque más amplio.

## Clasificación
No hay un criterio único para clasificar las incapacidades físicas, de hecho rigen varios diversos para establecer una sistemática, a saber:

### Según su duración
De acuerdo a la duración en el tiempo que muestren se consideran dos categorías, la de las incapacidades permanentes y las incapacidades temporales, siendo las primeras las que persistirán a lo largo de toda la vida del sujeto, y las segundas, aquellas que incidirán durante un período variable de tiempo.

### Según su magnitud
Según este criterio, hay incapacidades parciales, cuando afectan sólo una parte de la función de un sentido, órgano o miembro, y totales, cuando afectan la totalidad de la persona humana. Evidentemente, como no siempre se da el caso de que la afectación se produzca sobre el 100% de la capacidad física de la persona, muchas veces se considera, según un criterio un tanto arbitrario, que se da una incapacidad total si el sujeto reúne un determinado porcentaje, a partir del cual se lo considera como incapacitado totalmente.

### Según su relación con el trabajo
De acuerdo con este criterio, las incapacidades pueden ser relativas o absolutas, siendo las primeras, aquellas que se estiman o calculan en relación con una tarea laboral determinada, en tanto que las segundas son independientes de la profesión, oficio, tarea o empleo que realice la persona que la padece.

### Según su cualidad
Según este modo de clasificación se separan las incapacidades en dos grandes órdenes, el de las incapacidades físicas y el de las incapacidades psíquicas. De acuerdo con esta manera de sistematizarlas, se produce una división artificial, pero necesaria a los fines jurídicos e indemnizatorios, entre los dos aspectos de la persona humana, su psique y su soma.
Sin embargo, en la práctica cotidiana, es dable observar una superposición e hibridación de las diferentes categorías, produciéndose así clasificaciones sobredeterminadas por más de un criterio.
No resulta infrecuente entonces, oír hablar de una incapacidad física, parcial, temporal y absoluta, por ejemplo.

## Cuantificación de las incapacidades
Así como se debe clasificar la incapacidad física para poder ubicarnos dentro del contexto de la misma y saber de qué estamos hablando, también es necesario cuantificarlas, para lograr una valoración exacta de su grado de repercusión sobre las posibilidades de desenvolvimiento de la persona afectada por una incapacidad, y el resarcimiento justo del daño que realmente recibió.
Para cuantificar las incapacidades físicas se parte de la base de tomar a la persona sana como poseedora de un 100% de capacidad física, cifra tan explícita que ha recibido el nombre de Valor Vida.
De tal modo que cualquier incapacidad que se evalúe, se lo hará con referencia a una parte porcentual de ese 100%, pero visto ahora —desde el extremo opuesto teórico— como el máximo de pérdida posible de la capacidad física, conocido más técnicamente como la Incapacidad Laboral Total o Incapacidad Laborativa Total, en una clara alusión a un criterio de valoración mediante la referencia a la capacidad de hacer que tiene físicamente la persona humana.
Así suele decirse, por ejemplo, que un lesionado, que ha perdido la función de un miembro en un monto del 35% de la Incapacidad Laboral Total, presenta un 35% de incapacidad.
Pero para calcular dicho porcentaje no se suele recurrir a un criterio objetivo de cálculo en el sentido matemático del término, sino que se procede a una estimación aproximada, hecha por un médico designado como perito por un juez, generalemtne sobre la base de criterios arbitrarios y dispares, asociados frecuentemente a la experiencia profesional y la experiencia personal del perito.
De tal modo que puede ocurrir —y suele ser así en la práctica médico legal cotidiana— que dos peritos diferentes, puestos a analizar por separado el mismo caso del mismo paciente con la misma pérdida o merma física, terminen estimando valores porcentuales diferentes.
Un intento de soslayar esta aleatoriedaad dependiente del uso de criterios arbitrarios en la estimación de un porcentaje de incapacidad, fue el de la tabulación más o menos sistematizada de diferentes lesiones e incapacidades y los correspondientes valores estimados para cada una de ellas por parte del autor o de los autores de dicha tabla, las que son conocidas con el nombre de baremos.

### Baremos
Pero estos baremos adolecen de un mismo problema, el de la arbitrariedad, pues cada uno está confeccionado según la discrecionalidad del autor o de los autores, cuando estos son redactados por comisiones de profesionales.
De tal modo que, en un juicio por daños corporales o en una mediación por el mismo caso, las partes en litigio siempre disienten en la utilización y aplicación no sólo del baremo en sí, sino con respecto al criterio que ha utilizado el perito que estimó la incapacidad del lesionado, para elegir tal o cual baremo.
Es así que ha habido intentos de solucionar esta cuestión, los cuales han naufragado, pues siempre se ha terminado recurriendo a la elaboración de un nuevo baremo, destinado —siempre en opinión de sus autores— a ser la versión definitiva que acabe con el problema, sin pensar que sólo se está añadiendo más papel a la llama.

### Cálculo matemático de las incapacidades
Por eso es deseable la utilización de un estricto criterio matemático para la determinación exacta de un porcentaje para una incapacidad dada.
Esto se resuelve con la ayuda de herramientas aritméticas adecuadas, consistentes en un preciso algoritmo de cálculo, que se base únicamente en valores numéricos objetivos, medidos sobre el propio cuerpo de la persona afectada, para lograr un resultado exacto, reproducible, unívoco y sistematizado.